# 奧比迪夫
50°8′32″N 24°19′18″E / 50.14222°N 24.32167°E
奧比迪夫（羅馬化：Obydiv）是烏克蘭西部的村莊，隸屬利維夫州的利維夫區。該村始建於1650年，面積0.06平方公里，海拔高度211米，2001年人口236，人口密度每平方公里4,214.29人。